# Philippines aux Jeux olympiques d'hiver de 2018
Les Philippines participent aux Jeux olympiques d'hiver de 2018 à Pyeongchang en Corée du Sud du 9 au 25 février 2018. Il s'agit de leur cinquième participation à des Jeux d'hiver.

## Participation
Aux Jeux olympiques d'hiver de 2018, les athlètes de l'équipe des Philippines participent aux épreuves suivantes : 
| Sport               | Hommes | Femmes | Total |
| ------------------- | ------ | ------ | ----- |
| Ski alpin           | 1      | 0      | 1     |
| Patinage artistique | 1      | 0      | 1     |
| Total               | 2      | 0      | 2     |